# Broodals
De Broodals zijn fictieve personages uit de videogame Super Mario Odyssey. De vijf konijnachtige wezentjes zijn door antagonist Bowser ingehuurd om Mario tegen te houden. Van beroep zijn de Broodals weddingplanners en ze organiseren het huwelijk van Bowser.
De groep wordt geleid door Madame Broodal, een verzorgde dame die uit hogere kringen afkomstig lijkt. Ze wordt begeleid door haar huisdier Chain Chompikins, een zogenaamde Chain Chomp.
In gevechten maakt Madame Broodal gebruik van haar Chain Chomp. De overige vier Broodals gebruiken hun hoed als wapen door deze naar hun tegenstander te gooien.